# Диггз, Тэй
Скотт Ле́о «Тэй» Диггз (англ. Scott Leo «Taye» Diggs, род. 2 января 1971, Ньюарк, Нью-Джерси, США) — американский актёр и певец. Известен по ролям в Бродвейских мюзиклах «Богема» и «Хедвиг и злосчастный дюйм», а также по ролям в сериалах «Частная практика» (2007—2013) и «Убийство первой степени» (2014—2016).

## Жизнь и карьера
Тэй Диггз родился в Ньюарке, штат Нью-Джерси, но вырос в Рочестере, Нью-Йорк. В 1993 году он закончил Сиракьюсский университет со степенью бакалавра искусств и вскоре начал свою карьеру на театральной сцене. В 1994 году он дебютировал в бродвейском мюзикле «Карусель», а в 1996 году сыграл главную роль в мюзикле «Аренда».
На большом экране Диггз дебютировал сразу с главной мужской роли в мелодраме 1998 года «Увлечение Стеллы», где сыграл молодого любовника Анджелы Бассетт. С тех пор он снялся в более двадцати различных кинофильмах, включая «Шафер», «Дом ночных призраков», «Темный сахар», «Эквилибриум», «Чикаго», «База «Клейтон»» и «Богема». Между тем он не прекращал карьеру на бродвее и выступал в мюзиклах «Чикаго» и «Злая», в последнем из которых главную роль исполняла его жена Идина Мензел.
На телевидении Диггз начал карьеру с роли в дневной мыльной опере «Направляющий свет» в 1997 году. В 2001 году он появился в сериале «Элли Макбил», а в 2004 году сыграл главную роль в сериале «Кевин Хилл», который был закрыт после одного сезона, несмотря на похвалу от критиков. После он сыграл главную роль в ещё одном недолго просуществовавшем шоу ABC «Новый день», а после был приглашен в сериал Шонды Раймс «Частная практика», спин-офф медицинской драмы «Анатомия страсти». Сериал завершился в начале 2013 года, после шести сезонов. После он вместе с Кэтлин Робертсон начал играть ведущую роль в сериале TNT «Убийство первой степени».

## Личная жизнь
11 января 2003 года Диггз женился на актрисе Идине Мензел. Их сын, Уокер Натаниэль Диггз, родился 2 сентября 2009 года. В 2013 году Диггз и Мензел разошлись после десяти лет брака. Их развод был завершён в декабре 2014 года.

## Фильмография

### Фильмы
| Год  | Название на русском         | Название на английском                     | Роль                  | Примечания |
| ---- | --------------------------- | ------------------------------------------ | --------------------- | --- |
| 1998 | Увлечение Стеллы            | How Stella Got Her Groove Back             | Уинстон Шекспир       | |
| 1999 | Экстази                     | Go                                         | Маркус                | |
| 1999 | Глухой квартал              | The Wood                                   | Роланд                | |
| 1999 | Шафер                       | The Best Man                               | Харпер Стюарт         | Номинация — Image Award за лучшую мужскую роль в кинофильме                                                      |
| 1999 | Дом ночных призраков        | House on Haunted Hill                      | Эдди Бейкер           | |
| 2000 | Путь оружия                 | The Way of the Gun                         | Джефферс              | |
| 2002 | Лучшая подруга              | New Best Friend                            | Арти Боннер           | |
| 2002 | Всего лишь поцелуй          | Just a Kiss                                | Андре                 | |
| 2002 | Темный сахар                | Brown Sugar                                | Андре Ромула’Эллис    | Номинация — Image Award за лучшую мужскую роль в кинофильме Номинация — Teen Choice Award — Лучшая экранная пара |
| 2002 | Эквилибриум                 | Equilibrium                                | Эндрю Брандт          | |
| 2002 | Чикаго                      | Chicago                                    | Руководитель оркестра | Премия Гильдии киноактёров США за лучший актёрский состав в игровом кино                                         |
| 2003 | База «Клейтон»              | Basic                                      | Джей Пайк             | |
| 2003 | Разыскиваются в Малибу      | Malibu’s Most Wanted                       | Шон                   | |
| 2004 | Барабан                     | Drum                                       | Генри Нксумало        | |
| 2005 | Ярость                      | Slow Burn                                  | Джеффри Сайкс         | |
| 2005 | Лакомый кусочек             | Cake                                       | Хемингуэй Джонс       | |
| 2005 | Богема                      | Rent                                       | Бенджамин Коффин III  | |
| 2006 | 30 дней                     | 30 Days                                    | Джамал                | |
| 2008 | Дни гнева                   | Days of Wrath                              | Стив                  | |
| 2011 | Дилан Дог: Хроники вампиров | Dylan Dog: Dead of Night                   | Вампир Варгас         | |
| 2012 | Между нами                  | Between Us                                 | Карло                 | |
| 2013 | Выдача багажа               | Baggage Claim                              | Лэнгстон              | |
| 2013 | Свидетель на свадьбе 2      | The Best Man Holiday                       | Харпер Стюарт         | |
| 2013 | Новая попытка Кейт Макколл  | The Trials of Cate McCall                  | Остин Мозли           | |
| 2014 | Ларри Гэй: Стюард-отступник | Larry Gaye: Renegade Male Flight Attendant | Терри Инглиш          | |
| 2017 | My Little Pony в кино       | My Little Pony The Movie                   | Хитрый Хвост          | |
| 2018 | Подстава                    | Set It Up                                  | Ричард Рик Отис       | |

### Телевидение
| Год        | Название на русском        | Название на английском | Роль                               | Примечания |
| ---------- | -------------------------- | ---------------------- | ---------------------------------- | --- |
| 1996       | Полицейские под прикрытием | New York Undercover    | Стефан                             | Эпизод: «No Greater Love» |
| 1996       | Закон и порядок            | Law & Order            | Скай                               | Эпизод: «Good Girl» |
| 1997       | Направляющий свет          | The Guiding Light      | Эдриан Хилл                        | Дневная мыльная опера |
| 2001       | Элли Макбил                | Ally McBeal            | Джексон Дюпьер                     | 10 эпизодов Номинация — Image Award за лучшую мужскую роль второго плана в комедийном сериале |
| 2003       | Западное крыло             | The West Wing          | Агент Секретной службы Уэсли Дэвис | Эпизоды: «Commencement» и «Twenty Five» |
| 2004-2005  | Кевин Хилл                 | Kevin Hill             | Кевин Хилл                         | Регулярная роль, 22 эпизода Image Award за лучшую мужскую роль драматическом сериале |
| 2006       | Уилл и Грейс               | Will & Grace           | Джеймс Хэнсон                      | 4 эпизода |
| 2006-2007  | Новый день                 | Day Break              | Детектив Бретт Хоппер              | Регулярная роль, 13 эпизодов |
| 2007, 2009 | Анатомия страсти           | Grey’s Anatomy         | Доктор Сэм Беннетт                 | 3 эпизода |
| 2009       | Давай ещё, Тед             | Better Off Ted         | Грег                               | Эпизод: «Love Blurts» |
| 2007-2013  | Частная практика           | Private Practice       | Доктор Сэм Беннетт                 | Регулярная роль, 111 эпизодов Image Award за лучшую мужскую роль второго плана в драматическом сериале (2009) Номинация — Image Award за лучшую мужскую роль второго плана в драматическом сериале (2008) Номинация — Image Award за лучшую мужскую роль драматическом сериале (2011—2012) Номинация — People’s Choice Award за лучшую мужскую роль драматическом сериале (2011) |
| 2014-2016  | Убийство первой степени    | Murder in the First    | Терри Инглиш                       | 32 эпизода |